# HTTP 302
302 Movido Temporariamente (Moved Temporarily) é o código ou status que informa sobre o redirecionamento de uma página ou documento web.
É um exemplo onde a indústria contradiz a especificação padrão. A especificação HTTP/1.0 (RFC 1945) exigia que o cliente executasse um redirecionamento temporário (Exibindo ao mesmo a mensagem "Temporáriamente Movido"), entretanto,  os navegadores mais populares da época implementaram o comportamento do 302 igual a funcionalidade do 303, Veja Outro (See Other). Desta forma, a especificação HTTP/1.1 acrescentou os códigos de status 303 e 307, para distinguir entre os dois comportamentos. Apesar dos esforços empregados para desambiguar este comportamento, ainda hoje, a maioria das aplicações Web ainda utilizam o código de status 302 como o 303.

## Exemplo
Pedido do cliente:
```
GET /index.html HTTP/1.1
Host: www.example.com

```

Resposta do servidor:
```
HTTP/1.1 302 Found
Location: http://www.iana.org/domains/example/

```